# Felix O. Höring

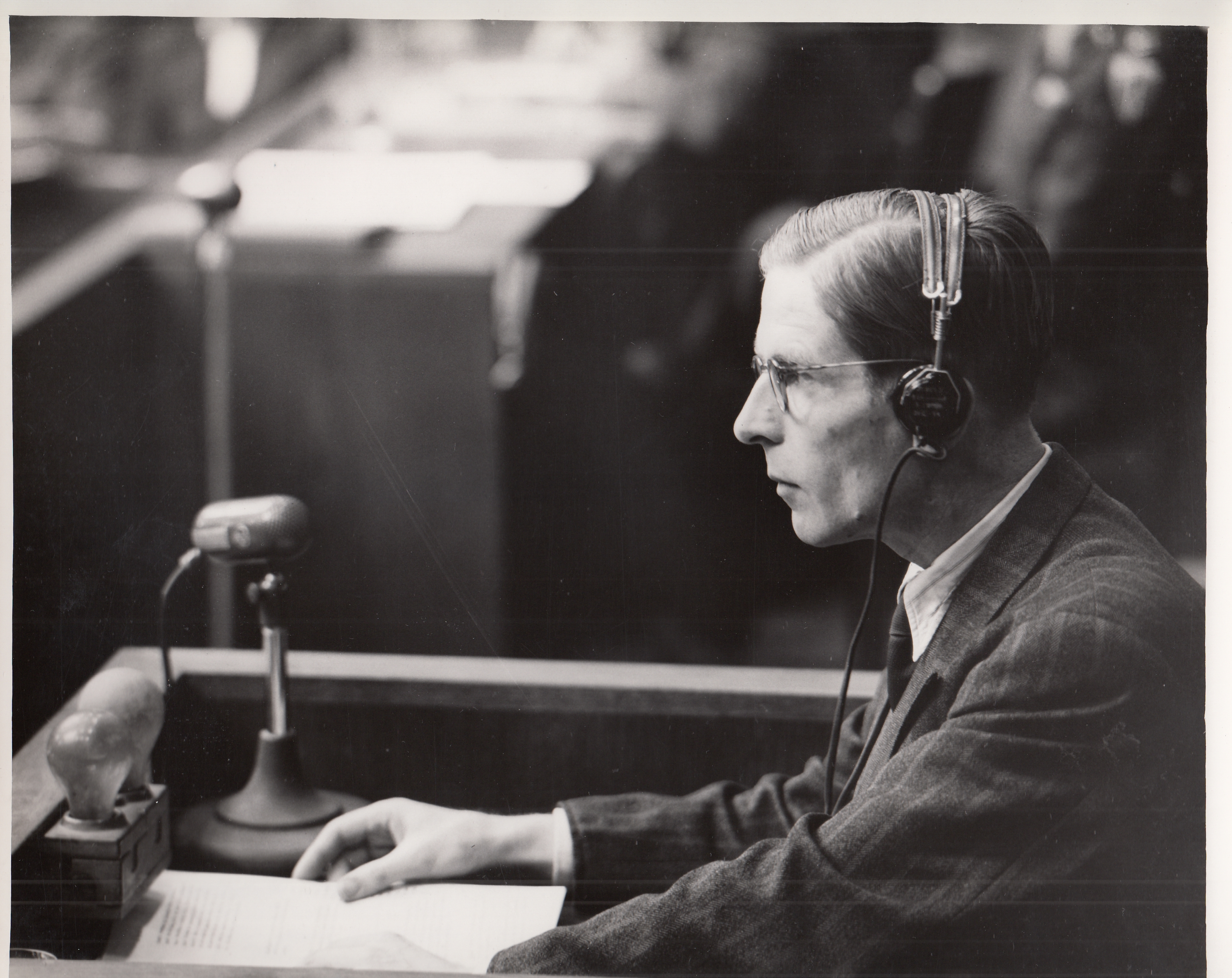
Felix Höring als Zeuge während des Nürnberger Ärzteprozesses 1947

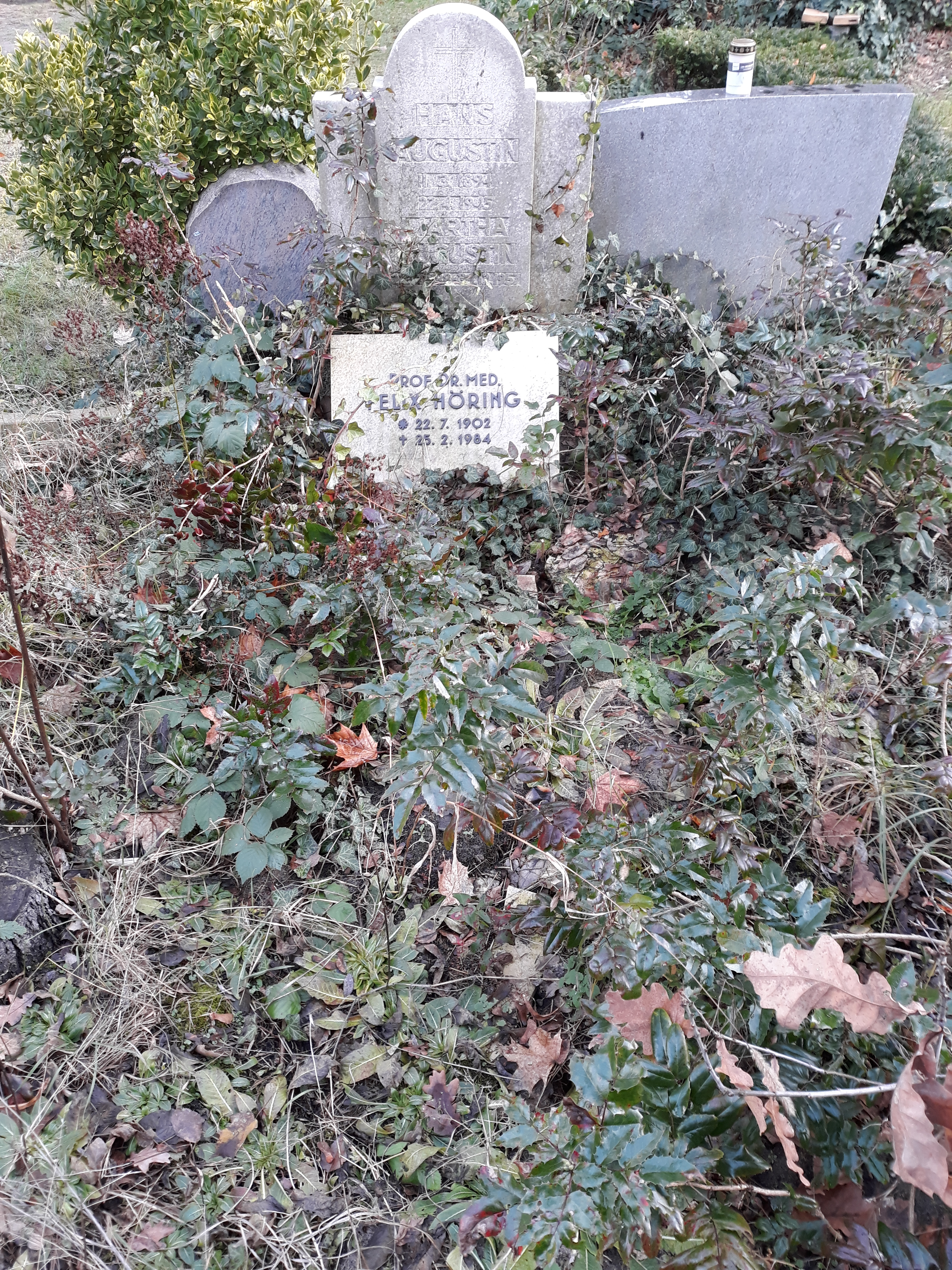
Das Grab von Felix O. Höring auf dem Friedhof der evangelischen Kaiser-Wilhelm-Gedächtnis-Kirchengemeinde in Berlin

Felix Otto Höring (* 22. Juli 1902 in Frankfurt am Main; † 25. Februar 1984 in Berlin) war ein deutscher Mediziner. Er war Universitätsprofessor in Tübingen und Berlin. Von 1954 bis 1968 war er Leiter der Abteilung für Infektionskrankheiten des Rudolf-Virchow-Krankenhauses, die aus der klinischen Abteilung des Preußischen Instituts für Infektionskrankheiten hervorgegangen war. Höring  gehörte 1973 zu den Gründungsmitgliedern der Deutschen Gesellschaft für Infektiologie.

## Leben
Höring begann sein Medizinstudium 1920 und war an den Universitäten in Tübingen, Wien, Kiel, Berlin und München. Er war seit dem Wintersemester 1920/1 Mitglied der Studentenverbindung AV Igel Tübingen. Nach dem Staatsexamen war er für drei Jahre als Medizinalpraktikant und als Assistent im Stadtkrankenhaus in Mannheim tätig. Nach einer Weiterbildung zum Pathologen und Hygieniker wurde er 1929 Assistenzarzt an der Medizinischen Universitätsklinik in Kiel. Ab 1934 war er Assistenzarzt an der II. Medizinischen Klinik in München. Im Jahr 1935 folgte dort seine Habilitierung im Bereich Innere Medizin. Außerdem erwarb er 1938 in Antwerpen ein Diplom für Tropenmedizin. Darauf folgten fünf Monate Tätigkeit im Department of Scientific Research in London, bevor er im Anschluss nach Brasilien ging, wo er im Rockefeller Institut in Rio de Janeiro arbeitete. Ende Juli 1939 kehrte er nach Deutschland zurück.
Zu Beginn des Zweiten Weltkriegs wurde Höring als Assistenzarzt eingezogen. Im Jahr 1940 wurde er nach Berlin, zum Tropenmedizinischen Institut der Militärärztlichen Akademie kommandiert. Ab Mai 1941 führte er verschiedene Sonderaufträge im Zusammenhang mit der Malariabekämpfung durch, so bekam er etwa 1944 einen Forschungsauftrag mit dem Titel Untersuchungen über pathogenetische Probleme der Malaria: Rückfallgenese und Verbesserung der diagnostischen und therapeutischen Methoden. 1943 wurde er Beratender Internist bei der Heeresgruppe E in Griechenland. Am 1. April 1944 kam er zurück nach Tübingen, wo ihm ein Lazarett unterstellt wurde und er als Professor an der Universität tätig war. Im Januar 1945 wurde er wieder in eine Armee versetzt und geriet im Mai in US-amerikanische Kriegsgefangenschaft. In eben dieser übernahm er die Leitung eines Lazaretts im Auffanglager Hersching.
Nachdem Höring aus der Kriegsgefangenschaft entlassen worden war, ging er wieder nach Tübingen, wo er von 1947 bis 1949 als Oberarzt der Medizinischen Universitätsklinik arbeitete und außerdem die Leitung der Universitätspoliklinik übernahm. Von 1944 bis 1955 war er außerplanmäßiger Professor. Ab 1949 war er Chefarzt am Stadtkrankenhaus Worms. Im Jahr 1955 wechselte er an das landeseigene Rudolf-Virchow-Krankenhaus in Berlin. Außerdem erhielt er eine außerordentliche Professur der Freien Universität Berlin. Höring gehörte der Satzungskommission an, die seit Herbst 1954 an einer Satzung für die wieder zu gründende Berliner Mikrobiologische Gesellschaft arbeitete. Am Rudolf-Virchow-Krankenhaus war er von 1954 bis 1968 Leiter der Abteilung für Infektionskrankheiten. Er war Autor zahlreicher Veröffentlichungen zur Infektionslehre. Sein Nachfolger als Leiter dieser Abteilung, Hans Dieter Pohle, war in den 1960er Jahren Schüler von Höring.
1966 wurde ihm die Ernst-von-Bergmann-Plakette verliehen.
Höring war zum 1. Mai 1933 der NSDAP beigetreten (Mitgliedsnummer 2.730.020) und wurde 1948 im Rahmen der Entnazifizierung als Mitläufer eingestuft. Von 1933 bis 1937 war er Mitglied des NSKK. Im Nürnberger Ärzteprozess trat er als Zeuge für den angeklagten Mediziner Gerhard Rose auf.

## Schriften
- Klinische Infektionslehre. Springer, Berlin 1962
- Exotische Krankheiten und Krankheitsverläufe. Thieme, Stuttgart 1950
- Diagnostisch-therapeutischer Leitfaden der Inneren Medizin für die ärztliche Sprechstunde. Enke, Stuttgart 1948.
- Grippe und grippeartige Krankheiten. Enke, Stuttgart 1948.
- Klinische Infektionslehre. Springer, Berlin 1948.
- Parasitismus oder Symbiose. Ebner, Ulm/Donau 1947.
- Typhus abdominalis. Enke, Stuttgart 1943.
- Klinische Infektionslehre. J. Springer, Berlin 1938.
- Probleme einer gesundheits- und zeitgemäßen Ernährung, mit besonderer Berücksichtigung Schleswig-Holsteins. Landeswohlfahrtsamt, Kiel 1931.
- Die physikalische Chemie in der Chirurgie. München, 1926.
- Diagnostisch-therapeutischer Leitfaden der inneren Medizin für die ärztliche Sprechstunde, Enke, Stuttgart.

## Belege
1. ↑  Klaus Miehlke (Hg.): Verhandlungen der Deutschen Gesellschaft für Innere Medizin. 91. Kongreß: Gehalten zu Wiesbaden vom 14. bis 18. April 1985, J. F. Bergmann Verlag, München 1985, S. XIII (Nachruf Prof. Dr. F. O. Höring)
2. 1 2  100 Jahre Berliner Mikrobiologische Gesellschaft, Festschrift herausgegeben anlässlich der Jubiläumssitzung am 12. Dezember 2011 im Robert Koch-Institut Berlin, 2. Auflage, September 2013, S. 14–15.
3. 1 2 3 4  Johannes Michael Wischnath/Irmela Bauer-Klöden: Universitätsarchiv Tübingen: Die Universität Tübingen und der Nationalsozialismus, Tübingen 2010, S. 86.
4. ↑  Altenverein der Tübinger Verbindung Igel e.V. / Akademische Verbindung Igel, Tübingen: Mitgliederverzeichnis 1871–2011, Tübingen 2011, Nr. 508.
5. ↑  Höring, Felix Otto in GEPRIS historisch 1920-1945
6. ↑  DGI Rundbrief 2011/04, S. 2.
7. ↑  Bundesarchiv R 9361-IX KARTEI/16150901
8. ↑  Landesarchiv Baden-Württemberg Staatsarchiv Sigmaringen: Findbuch Wü 13 T 2

| Personendaten    | Personendaten       |
| ---------------- | ------------------- |
| NAME             | Höring, Felix O.    |
| ALTERNATIVNAMEN  | Höring, Felix Otto  |
| KURZBESCHREIBUNG | deutscher Mediziner |
| GEBURTSDATUM     | 22. Juli 1902       |
| GEBURTSORT       | Frankfurt am Main   |
| STERBEDATUM      | 25. Februar 1984    |
| STERBEORT        | Berlin              |